# Дейкстра, Вике
Вике Элисабет Хенриэтте Дейкстра (нидерл. Wieke Elisabeth Henriëtte Dijkstra; род. 19 июня 1984, Амстердам) — нидерландская хоккеистка на траве, защитник. Олимпийская чемпионка 2008 года, чемпионка мира 2006 года, серебряный призёр чемпионата мира 2010 года, чемпионка Европы 2009 года, серебряный призёр чемпионата Европы 2007 года.

## Биография
Вике Дейкстра родилась 19 июня 1984 года в нидерландском городе Амстердам.
Окончила Утрехтский университет, получив степень бакалавра в области государственного управления и организационных наук и степень магистра в области стратегического кадрового управления.
Играла в хоккей на траве за «Гронинген», «Принсес Вилхелмина», «Энсхеде» и «Стихтсе», в 2003 году перешла в «Ларен».
20 июня 2003 года дебютировала в женской сборной Нидерландов в Пусане в матче Турнира шести стран против ЮАР (0:3).
Дважды выигрывала медали чемпионата мира. В 2006 году в Мадриде завоевала золото, в 2010 году в Росарио — серебро. Мячей на обоих турнирах не забивала.
Также дважды была призёром чемпионата Европы. В 2007 году в Манчестере выиграла серебро, в 2009 году в Амстелвене — золото.
Завоевала семь медалей Трофея чемпионов: золото в 2007 году в Кильмесе и в 2011 году в Амстердаме, серебро в 2010 году в Ноттингеме, бронзу в 2003 году в Сиднее, в 2006 году в Амстердаме, в 2008 году в Мёнхенгладбахе, в 2009 году в Сиднее.
В 2008 году вошла в состав женской сборной Нидерландов по хоккею на траве на летних Олимпийских играх в Пекине и завоевала золотую медаль. Играла на позиции защитника, провела 7 матчей, забила 1 мяч в ворота сборной ЮАР.
В ноябре 2011 года завершила международную карьеру, после того как главный тренер женской сборной Нидерландов Макс Кальдас не включил её в состав для подготовки к летним Олимпийским играм в Лондоне.
В 2003—2011 годах провела за женскую сборную Нидерландов 123 матча, забила 10 мячей.